# معاملة المثليين في لاوس
يواجه الأشخاص من المثليين والمثليات ومزدوجي التوجه الجنسي والمتحولين جنسياً (اختصاراً: مجتمع الميم) في لاوس تحديات قانونية واجتماعية لا يواجهها غيرهم من المغايرين جنسيا. يعتبر النشاط الجنسي بين الرجال وبين النساء في لاوس قانونيا، ولم يتم تجريمه أبدا في تاريخ البلاد. لا يتم الإبلاغ أو اعتبار حقوق المثليين، ومن الصعب للغاية تقييم الوضع الحالي للقبول والعنف الذي يواجهه المثليون بسبب تدخل الحكومة. أشارت العديد من المصادر إلى أن لاوس هي واحدة من أكثر الدول الشيوعية تسامحًا في الوقت الحالي، مع قبول متزايد للمثلية الجنسية. على الرغم من هذه الادعاءات، لا يزال التمييز قائماً، إذ لا يقدر الشركاء والأزواج المثليون على الزواج أو التبني، كما أن المنازل التي يعيش فيها الشركاء المثليون غير مؤهلة للحصول على نفس الحماية القانونية المتاحة للأزواج المغايرين.

## قانونية النشاط الجنسي المثلي
يعتبر النشاط الجنسي المثلي قانونيا في لاوس، ولم يتم تجريمه أبدا في تاريخ البلاد. بعد أن كانت مستعمرة فرنسية، لم ترث لاوس أبدا قوانين معادية للمثليين، على عكس المستعمرات البريطانية السابقة. يعتبر السن القانونية للنشاط الجنسي 15 عاما، بغض النظر عن الجنس أو التوجه الجنسي.

## الاعتراف القانوني بالعلاقات المثلية
لا تعترف لاوس بزواج المثليين ولا بأي شكل آخر من أشكال الاعتراف القانوني بالعلاقات المثلية. ولا توجد مناقشات معروفة حول تقنين مثل هذه الاتحادات.

## الحماية من التمييز
حاليا، لا توجد قوانين تحظر التمييز على أساس التوجه الجنسي أو الهوية الجندرية، ولا يتحدث دستور لاوس صراحة عن قضايا التوجه الجنسي أو الهوية الجندرية.

## ظروف الحياة
في عام 2013، أفادت وزارة خارجية الولايات المتحدة أن «التمييز الاجتماعي القائم على التوجه الجنسي وضد الأشخاص المصابين بفيروس نقص المناعة البشرية / الإيدز» كان سائداً. تم وصف حياة مجتمع الميم في لاوس بأنها «غير مرئية»، على الرغم من أنها شهدت زيادة في الحضور والرؤية في السنوات الأخيرة. واتخذت حكومة لاوس خطوات في السنوات الأخيرة لتشمل الرجال المثليين والمتحولين جنسيا في الاستراتيجية الوطنية للوقاية وخطة العمل لفيروس نقص المناعة البشرية/الإيدز.
مذهب تيرافادا البوذي هي الديانة الغالبة في لاوس. صرّح الناشط المثلي، أنان بوافا، «قد يظن كثير من الناس أن لاوس متحفظة ومنغلقة للغاية عندما يتعلق الأمر بقضايا المثليين. من الناحية الواقعية، يبدو أن ثقافتنا وعقليتنا منفتحتان تمامًا على الناس من جميع مناحي الحياة. لقد شاهدت العديد من الأشخاص المتحولين جنسياً وهم يرتدون الأزياء التقليدية إلى المعابد، ويحضرون الاحتفالات التقليدية وبعض الطلاب المثليين يعبرون عن هويتهم بين أقرانهم ومعلميهم.»

### المجموعات والمنظمات
يُسمح للمنظمات غير الحكومية بالتنظيم والحملات في لاوس، لكن تحت إشراف الدولة المستمر. قال فيل روبرتسون، نائب مدير آسيا في هيومن رايتس ووتش، «إن حكومة لاوس لم تكن أبدًا صديقة للغاية للمنظمات غير الحكومية، وقد أجبرتها وكذلك شركاء التنمية الآخرين الذين أرسلتهم الأمم المتحدة للتعاون مع الدولة. المنظمات الخاضعة للسيطرة: تولي قيادة لاوس أهمية كبيرة للشفافية أو للحوار مع المجتمع المدني.» ومع ذلك، تأسست «فخورون بأن نكون نحن» في عام 2012 كأول منظمة للمثليين في البلاد. أسسها أنان بوافا، وكان عمره آنذاك 25 عامًا، ونظمت المجموعة أول فخر للمثليين في لاوس في يونيو 2012. بدأت المجموعة في تلقي الدعم الحكومي على مر السنين، حيث حضر العديد من المسؤولين وأعضاء الحكومة أحداثهم.

### الثقافة والأحداث ووسائل الاعلام
أفاد الأجانب المثليون الذين زاروا لاوس في التسعينيات عن وجود تابوهات مرتبطة بالأجانب، مما جعل من الصعب التفاعل مع اللاويين، باستثناء تحت تكتم الليل. منعت حكومة لاوس الوصول إلى صفحات الويب المتعلقة بالمثليين في الماضي ومناقشات حول قضايا المثليين في وسائل الإعلام نادرة، باستثناء المتحولين جنسيا الذين يعتبرون حاضرين في الثقافة كترفيه. ومع ذلك، فهي تتسامح عمومًا، أو تتجاهل ببساطة، مجتمع الميم إلا إذا قاموا بحملة من أجل حقوق المثليين أو تم اعتبارهم غير لائقين" بشكل كبير في العلن. يعد التسامح مع المثليين، كما هو الحال في كثير من الأحيان، أقوى في المدن أكثر من المناطق الريفية. في عام 2014، صدر مرسوم يحظر النقد لجميع السياسات الحكومية.
سمحت الحكومة الشيوعية لبعض المنظمات غير الحكومية المعنية بالصحة العامة بالعمل مع مجتمع المثليين. «رابطة لاو الإيجابية للصحة» التي تأسست في عام 1999، تروج للتثقيف بشأن فيروس نقص المناعة البشرية/الإيدز للعديد من شرائح مجتمع لاوس المختلفة، بما في ذلك الرجال الذين يمارسون الجنس مع الرجال.
عُقد أول فخر للمثليين في لاوس في يونيو 2012 في الملعب الرياضي للسفارة الأمريكية في فيينتيان، بمشاركة 100 مشارك؛ وكان ضيوف الشرف سفير الولايات المتحدة لدى لاوس كارين ستيوارت والدكتور بونفين فيلافونغ، مدير مركز فيروس نقص المناعة البشرية/الإيدز/الأمراض المنقولة بالاتصال الجنسي في وزارة الصحة في لاوس. وقد تم تنظيم هذا الحدث من قبل المنظمات المحلية والمنظمات الدولية، بما في ذلك سكاي بيربل نيتوورك، «رابطة لاو الإيجابية للصحة»، «خدمات السكان الدولية»، و «معهد بيرنت»، «صحة الأسرة الدولية»، ومركز شباب فينتيان من أجل الصحة والتنمية، وصندوق الأمم المتحدة للسكان.
في عام 2015، احتفلت «فخورون بأن نكون نحن» لأول مرة باليوم العالمي لمناهضة رهاب المثلية، ورهاب التوجه الجنسي، ورهاب التحول الجنسي في لاوس بدعم من الاتحاد الأوروبي. أصبحت لاتافانه سيغدالا أول مدافعة عن المتحولين جنسياً تظهر على شاشات التلفزيون الوطني وتتحدث عن تجربتها كامرأة متحولة جنسيا في لاوس. تم الإبلاغ عن احتفال اليوم العالمي لمناهضة رهاب المثلية، ورهاب التوجه الجنسي، ورهاب التحول الجنسي أيضًا على تلفزيون لاو الوطني، وهي قناة تلفزيونية حكومية. في عام 2016، دعم الاتحاد الأوروبي مرة أخرى تنظيم احتفال اليوم العالمي لمناهضة رهاب المثلية، ورهاب التوجه الجنسي، ورهاب التحول الجنسي الثاني، حيث شارك المزيد من الشركاء الدبلوماسيين وشركاء المجتمع المدني. اشتركت «فخورون بأن نكون نحن» أيضًا مع إحدى مؤسسات حقوق المثليين الرائدة في المملكة المتحدة، ستونوول.
في عام 2017، قامت كل من سفارات بريطانيا، أستراليا، الولايات المتحدة، وكندا، في شراكة مع «فخورون بأن نكون نحن»، حفل استقبال في فينتيان. قالت القائم بالأعمال في السفارة الكندية لي آن هيرمان، «اليوم، دعونا نتحد في هذا الاحتفال العالمي بالتنوع والمجتمع. نجتمع معاً لتبادل الخبرات والقصص لتعميق فهمنا وتقديرنا للأشخاص من مجتمع الميم ومساهمتهم في المجتمع.» وحضر هذا الحدث أيضا بعض ممثلي وزارة خارجية لاوس.
في عام 2018، شاركت 4 سفارات اضافية في حملة الدعوة، وهي سفارات فرنسا، ألمانيا، سويسرا ولوكسمبورغ. كتبت السفارة الأسترالية منشورًا على موقع فيسبوك حول قضايا المثليين في لاوس. نظمت السفارة الأمريكية حلقة نقاش صغيرة مع الشركاء وجمهور لاوس في المركز الأمريكي.
نظمت اليوم العالمي لمناهضة رهاب المثلية، ورهاب التوجه الجنسي، ورهاب التحول الجنسي 2019 في السفارة الأسترالية في فينتيان في 17 مايو. حضر الفعالية 15 سفارة، موظفون من منظمات المجتمع المدني المحلية في لاوس، ومنظمات غير حكومية دولية، والعديد غيرها.

## ملخص
| قانونية النشاط الجنسي المثلي                                                                  | (كان دوما قانوني) |
| المساواة في السن القانوني للنشاط الجنسي                                                       | (كان دوما قانوني) |
| قوانين مكافحة التمييز في التوظيف                                                              | No                |
| قوانين مكافحة التمييز في توفير السلع والخدمات                                                 | No                |
| قوانين مكافحة التمييز في جميع المجالات الأخرى (تتضمن التمييز غير المباشر، خطاب الكراهية)      | No                |
| قوانين جرائم الكراهية تشمل التوجه الجنسي والهوية الجندرية                                     |                   |
| قوانين مكافحة أشكال التمييز المعنية بالهوية الجندرية                                          | No                |
| زواج المثليين                                                                                 | No                |
| الاعتراف القانوني بالعلاقات المثلية                                                           | No                |
| تبني أحد الشريكين للطفل البيولوجي للشريك الآخر                                                | No                |
| التبني المشترك للأزواج المثليين                                                               | No                |
| يسمح للمثليين والمثليات ومزدوجي التوجه الجنسي والمتحولين جنسيا بالخدمة علناً في القوات المسلحة | Unknown           |
| الحق بتغيير الجنس القانوني                                                                    | Unknown           |
| علاج التحويل محظور على القاصرين                                                               | No                |
| الحصول على أطفال أنابيب للمثليات                                                              | No                |
| الأمومة التلقائية للطفل بعد الولادة                                                           | No                |
| تأجير الأرحام التجاري للأزواج المثليين من الذكور                                              | No                |
| السماح للرجال الذين مارسوا الجنس الشرجي التبرع بالدم                                          | No                |